# Birgit Conradi
Birgit Conradi (født 20. maj 1939 i Hirtshals) er en dansk skuespillerinde.
Uddannet fra Det kongelige Teaters Elevskole i 1961 havde herefter roller på diverse teatre. Hun har også medvirket i revyer, heriblandt Hjørring Revyen og har desuden indspillet grammofonplader. Hun har haft roller i flere tv-serier som eksempel Bryggeren, TAXA og Krøniken.
Hun var i en årrække gift med skuespilleren Bent Conradi.

## Film
- Man skulle være noget ved musikken – (1972)
- Den korte sommer – (1976)
- Vinterbørn – (1978)
- Barndommens gade – (1986)
- Peter von Scholten – (1987)
- Dagens Donna – (1990)
- Skat - det er din tur – (1997)
- Idioterne – (1998)
- Drømmen – (2006)
- MGP Missionen – (2013)